# Vestec (kulle)
Vestec är en kulle i Tjeckien.   Den ligger i regionen Vysočina, i den centrala delen av landet, 100 km öster om huvudstaden Prag. Toppen på Vestec är 668 meter över havet, eller 60 meter över den omgivande terrängen. Bredden vid basen är 2,6 km. Vestec ingår i Žďárské vrchy.
Terrängen runt Vestec är platt åt sydost, men åt nordväst är den kuperad.Runt Vestec är det ganska tätbefolkat, med 172 invånare per kvadratkilometer. Närmaste större samhälle är Chotěboř, 7,6 km sydväst om Vestec. I omgivningarna runt Vestec växer i huvudsak blandskog.